# Sumporasta kiselina
Sumporasta kiselina je hemijsko jedinjenje sa formulom . Ne postoje dokazi da sumporasta kiselina postoji u rastvorenom obliku, ali je molekul bio detektovan u gasnoj fazi. Konjugovane baze ove kiseline su međutim široko rasprostranjeni anjoni, bisulfiti (ili hidrogensulfiti) i sulfiti.
Ramanovi spektri rastvora sumpor dioksida u vodi pokazuju samo signale usled  molekula i bisulfitnog jona, HSO3−. Intenziteti signala su konzistentni sa sledećim ekvilibrijumom:
Vodeni rastvori sumpor dioksida, koji se ponekad nazivaju sumporastom kiselinom, se korist kao redukujući agensi i sredstva za dezinfekciju, poput rastvora bisulfita i sulfitnih soli. Oni su takođe blagi izbeljivači, i koriste se za materijale koji se mogu oštetiti izbeljivačima koji sadrže hlor.